# Aaglacrinus
Aaglacrinus là một chi huệ biển đã tuyệt chủng thuộc bộ Cladia.

## Loài
Có hai loài được xếp vào chi Aaglaocrinus:
- Aaglaocrinus bowsheri (Webster & Kues, 2006)[9][10]
- Aaglaocrinus sphaeri (Strimple 1949)[11][12][13]